# Best of Rockers 'n' Ballads
Pour les articles homonymes, voir Best of.
Albums de Scorpions
Best of Scorpions Vol. 2
(1984) Hot & Slow : The Best of the Ballads
(1991)

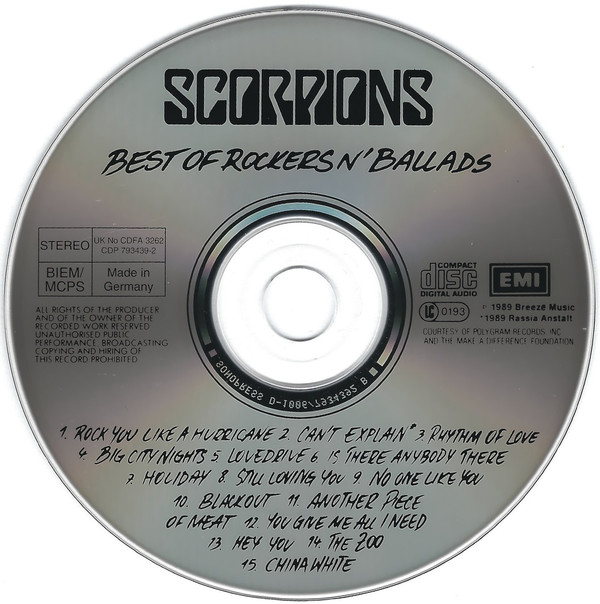

Best of Rockers 'n' Ballads est une compilation du groupe allemand de hard rock Scorpions parue le 29 novembre 1989 sous le label EMI qui réunit leurs plus grands succès des années 1980 ainsi qu'une reprise de I Can't Explain des Who. Néanmoins cette compilation est parfois regardée comme étant incomplète du fait que certaines chansons considérées comme des classiques des Scorpions ne sont pas présentes.

I Can't Explain est sortie en single et l'album a été certifié disque de platine aux États-Unis et disque d'or en Allemagne.

## Liste des titres 1:09:52
| No  | Titre                     | Paroles                                                       | Musique | Album                       | Durée |
| --- | ------------------------- | ------------------------------------------------------------- | ------- | --------------------------- | ----- |
| 01. | Rock You Like a Hurricane | (Herman Rarebell/Klaus Meine/Rudolf Schenker)                 |         | Best of Rockers ‘n’ Ballads | 4:12  |
| 02. | I Can't Explain           | (Pete Townshend)                                              |         | Best of Rockers ‘n’ Ballads | 3:21  |
| 03. | Rhythm of Love            | (Klaus Meine/Rudolf Schenker)                                 |         | Best of Rockers ‘n’ Ballads | 3:48  |
| 04. | Big City Nights           | (Klaus Meine/Rudolf Schenker)                                 |         | Best of Rockers ‘n’ Ballads | 4:09  |
| 05. | Lovedrive                 | (Klaus Meine/Rudolf Schenker)                                 |         | Best of Rockers ‘n’ Ballads | 4:52  |
| 06. | Is There Anybody There?   | (Klaus Meine/Rudolf Schenker)                                 |         | Best of Rockers ‘n’ Ballads | 4:17  |
| 07. | Holiday                   | (Klaus Meine/Rudolf Schenker)                                 |         | Best of Rockers ‘n’ Ballads | 6:46  |
| 08. | Still Loving You          | (Klaus Meine/Rudolf Schenker)                                 |         | Best of Rockers ‘n’ Ballads | 6:27  |
| 09. | No One Like You           | (Rudolf Schenker/Klaus Meine)                                 |         | Best of Rockers ‘n’ Ballads | 3:57  |
| 10. | Blackout                  | (Herman Rarebell/Klaus Meine/Rudolf Schenker/Sonia Kittleson) |         | Best of Rockers ‘n’ Ballads | 3:50  |
| 11. | Another Piece of Meat     | (Rudolf Schenker/Herman Rarebell)                             |         | Best of Rockers ‘n’ Ballads | 3:39  |
| 12. | You Give Me All I Need    | (Rudolf Schenker/Herman Rarebell)                             |         | Best of Rockers ‘n’ Ballads | 3:39  |
| 13. | Hey You                   | (Rudolf Schenker/Klaus Meine/Herman Rarebell)                 |         | Best of Rockers ‘n’ Ballads | 4:29  |
| 14. | The Zoo                   | (Rudolf Schenker/Herman Rarebell)                             |         | Best of Rockers ‘n’ Ballads | 5:30  |
| 15. | China White               | (Klaus Meine/Rudolf Schenker)                                 |         | Best of Rockers ‘n’ Ballads | 6:56  |

## Formation
- Klaus Meine : chant
- Rudolf Schenker : guitare
- Matthias Jabs : guitare
- Francis Buchholz : guitare basse
- Herman Rarebell : batterie

## Charts

### Album
Billboard (États-Unis)
| Année | Chart             | Position |
| ----- | ----------------- | -------- |
| 1990  | The Billboard 200 | #43      |

### Singles
| Année | Chanson           | Chart                  | Position |
| ----- | ----------------- | ---------------------- | -------- |
| 1990  | "I Can't Explain" | Mainstream Rock Tracks | #5       |